# 모카시
모카시(일본어: 真岡市)는 일본 도치기현 남동부에 있는 시이다. 농업·상업·공업이 균형 있게 발전했다.

## 지리
도치기현 남동부 간토평야의 북쪽 변두리에 있다. 도쿄에서는 약 100km 거리이다. 서쪽에는 기누가와 저지, 모카 대지, 고교가와 저지가 있고 저지 주변에서는 벼농사가 번성한다. 동부는 고도 150~280m 정도의 야미조 산지에 걸쳐 있다.

### 기후
하토야마정과 함께 간토평야에서는 가장 추운 곳으로 겨울에는 맑은 아침에 ―10℃를 밑돌기도 한다.
| 모카시의 기후                                                | 모카시의 기후 | 모카시의 기후 | 모카시의 기후 | 모카시의 기후 | 모카시의 기후 | 모카시의 기후 | 모카시의 기후 | 모카시의 기후 | 모카시의 기후 | 모카시의 기후 | 모카시의 기후 | 모카시의 기후 | 모카시의 기후   |
| 월                                                           | 1월           | 2월           | 3월           | 4월           | 5월           | 6월           | 7월           | 8월           | 9월           | 10월          | 11월          | 12월          | 연간            |
| ------------------------------------------------------------ | ------------- | ------------- | ------------- | ------------- | ------------- | ------------- | ------------- | ------------- | ------------- | ------------- | ------------- | ------------- | --------------- |
| 역대 최고 기온 °C (°F)                                       | 17.7 (63.9)   | 22.9 (73.2)   | 25.6 (78.1)   | 30.2 (86.4)   | 34.5 (94.1)   | 37.3 (99.1)   | 37.6 (99.7)   | 38.2 (100.8)  | 36.1 (97.0)   | 33.6 (92.5)   | 24.4 (75.9)   | 24.2 (75.6)   | 38.2 (100.8)    |
| 일평균 최고 기온 °C (°F)                                     | 8.5 (47.3)    | 9.6 (49.3)    | 13.1 (55.6)   | 18.5 (65.3)   | 23.0 (73.4)   | 25.7 (78.3)   | 29.4 (84.9)   | 30.9 (87.6)   | 27.0 (80.6)   | 21.4 (70.5)   | 15.9 (60.6)   | 10.8 (51.4)   | 19.5 (67.1)     |
| 일일 평균 기온 °C (°F)                                       | 1.6 (34.9)    | 2.8 (37.0)    | 6.6 (43.9)    | 11.9 (53.4)   | 17.2 (63.0)   | 20.7 (69.3)   | 24.4 (75.9)   | 25.5 (77.9)   | 21.8 (71.2)   | 15.9 (60.6)   | 9.5 (49.1)    | 3.9 (39.0)    | 13.5 (56.3)     |
| 일평균 최저 기온 °C (°F)                                     | −4.8 (23.4)   | −3.6 (25.5)   | 0.1 (32.2)    | 5.5 (41.9)    | 11.8 (53.2)   | 16.6 (61.9)   | 20.7 (69.3)   | 21.6 (70.9)   | 17.8 (64.0)   | 11.1 (52.0)   | 3.6 (38.5)    | −2.3 (27.9)   | 8.2 (46.7)      |
| 역대 최저 기온 °C (°F)                                       | −13.7 (7.3)   | −12.9 (8.8)   | −9.0 (15.8)   | −5.2 (22.6)   | 0.4 (32.7)    | 6.9 (44.4)    | 11.9 (53.4)   | 12.5 (54.5)   | 5.1 (41.2)    | −1.0 (30.2)   | −5.9 (21.4)   | −10.6 (12.9)  | −13.7 (7.3)     |
| 평균 강수량 mm (인치)                                        | 34.7 (1.37)   | 37.3 (1.47)   | 80.4 (3.17)   | 109.8 (4.32)  | 134.2 (5.28)  | 147.1 (5.79)  | 182.9 (7.20)  | 141.2 (5.56)  | 184.0 (7.24)  | 152.1 (5.99)  | 67.1 (2.64)   | 39.4 (1.55)   | 1,306.2 (51.43) |
| 평균 강수일수 (≥ 1.0 mm)                                     | 4.0           | 4.8           | 8.8           | 10.2          | 11.2          | 13.4          | 13.1          | 10.7          | 11.8          | 9.9           | 6.6           | 4.7           | 109.2           |
| 평균 월간 일조시간                                           | 205.3         | 194.3         | 192.4         | 182.9         | 187.1         | 132.4         | 144.9         | 169.2         | 131.5         | 143.7         | 165.0         | 192.0         | 2,044           |
| 출처: 일본 기상청 (평년값: 1991년~2020년, 극값: 1978년~현재) |               |               |               |               |               |               |               |               |               |               |               |               |                 |

## 역사
에도 시대 초기에는 다이묘의 영지였지만 이후 천령(막부 직할령)이 되었다. 시모쓰케국 하가군에 속했다. 메이지 시대에 군청이 설치되었다. 1912년에는 시모다테와 모카 사이에 철도가 부설되었다.
1954년 3월에 모카정, 야먀자키촌, 오치촌, 나카촌 등 1정 3촌이 합병했고 동년 10월에 모카시가 되었다. 2009년 3월 23일에 인접하는 하가군 니노미야정을 편입하였다.

## 교통

### 철도
- 모카 철도 모카선

### 도로
- 기타칸토 자동차도
- 국도 제121호선
- 국도 제294호선
- 국도 제408호선

## 인구
| 연도 | 인구   | ±%     |
| ---- | ------ | ------ |
| 1920 | 40,755 | —      |
| 1930 | 45,338 | +11.2% |
| 1940 | 47,533 | +4.8%  |
| 1950 | 61,184 | +28.7% |
| 1960 | 58,213 | −4.9%  |
| 1970 | 57,035 | −2.0%  |
| 1980 | 69,967 | +22.7% |
| 1990 | 79,228 | +13.2% |
| 2000 | 81,530 | +2.9%  |
| 2010 | 82,279 | +0.9%  |